# Jerry Kelly
Gerard Allan Kelly, detto Jerry (Union City, 14 giugno 1918 – Carson City, 23 luglio 1996), è stato un cestista statunitense, professionista nella ABL e nella BAA.